# Anna Loubnina
Anna Loubnina (en russe : Анна Лубнина) est une ancienne joueuse de volley-ball russe née le 25 septembre 1986. Elle mesure 1,83 m et jouait au poste de centrale. 

## Clubs
| Club             | De        | À         |
| ---------------- | --------- | --------- |
| Dinamo-Energia   | 2005-2006 | 2005-2006 |
| Dinamo Krasnodar | 2006-2007 | 2012-2013 |

## Palmarès
- Challenge Cup
  - Vainqueur : 2013.